# SKS Starogard Gdański (koszykówka)
SKS Fulimpex Starogard Gdański – koszykarski klub grający w Suzuki 1 Lidze Mężczyzn.

## Historia

### Nazwy
- nazwa klubu: SKS Sportowa SA, nazwa drużyny: SKS Starogard Gdański
- SKS Starogard Gdański
- SKS Pakmet Starogard Gdański
- SKS Polpharma-Pakmet Starogard Gdański
- SKS Polpharma Starogard Gdański
- SKS Fulimpex Starogard Gdański[2] - 2023r.

### Początki
W 1957 roku przy SKS (powstałym w 1926 roku) powstała sekcja koszykówki, przeniesiona z Zakładów Polfa. 9 grudnia 1993 roku sekcja ta przyjęła nazwę SKS Pakmet, a w 2000 roku powołano Sportową Spółkę Akcyjną. Założycielami spółki zostali:
- Starogardzkie Zakłady Farmaceutyczne Polpharma S.A.
- Janusz Paturalski (właściciel firmy Pakmet w Starogardzie Gdańskim)
- Andrzej Przybyło (właściciel firmy Amber w Bielkówku)
- Gmina Miejska Starogard Gdański
- Powiat starogardzki – od grudnia 2002 Towarzystwo Rozwoju Powiatu Starogardzkiego
- Starogardzki Klub Sportowy

## Sukcesy
- Zdobywca Superpucharu Polski (2011)
- Zdobywca Pucharu Polski w sezonie 2011/2012
- Brązowy medal Tauron Basket Ligi 2009/2010
- Finalista Pucharu Polski w sezonie 2005/2006
- ćwierćfinalista Pucharu Polski 2006/2007
- 6-miejsce w sezonie 2008/2009 Polskiej Ligi Koszykówki
- 5-miejsce w sezonie 2010/2011 Polskiej Ligi Koszykówki

## Nagrody i wyróżnienia
pogrubienie – oznacza zwycięzcę konkursu

n.w. – nie wystąpił z powodu kontuzji

pl – mecz gwiazd – reprezentacja Polski vs gwiazdy PLK

NBL – mecz gwiazd PLK vs NBL rozgrywany w latach 2013–2014
| MVP Pucharu Polski - Robert Skibniewski (2011) Największy Postęp PLK - Iwo Kitzinger (2007) - Łukasz Majewski (2010) Najlepszy w obronie PLK - Łukasz Majewski (2010) Najlepszy Trener PLK - Milija Bogicević (2010) | I skład PLK - Patrick Okafor (2010) - Ben McCauley (2013) Trener meczu gwiazd - Mariusz Karol (Północ - 2009-pl) - Milija Bogicević (Gwiazdy PLK - 2010-pl) Uczestnicy konkursu wsadów PLK - David Logan (2007) - Ben McCauley (2013-NBL) Uczestnicy konkursu rzutów za 3 punkty PLK - Jerry Johnson (2006) - Iwo Kitzinger (2007) - Michael Hicks (2011) - Tony Weeden (2012) | Uczestnicy meczu gwiazd - John Thomas (2005) - Dennis Stanton (2006) - Damien Kinloch (2006) - Jerry Johnson (2006–n.w.) - David Logan (2007) - Iwo Kitzinger (2007) - Donald Copeland (2008) - Hernol Hall (2008) - Michael Hicks (2009, 2011) - Patrick Okafor (2010) - Tony Weeden (2010-pl, 2010, 2012) - Ben McCauley (2013-NBL) - Courtney Eldridge (2009-pl) - Damian Kulig (2010-pl) |

### Zawodnicy występujący w klubie w minionych sezonach
Obcokrajowcy
(Stan na 10 października 2019)

- Ranko Knjeginić  (1997)
- Dejan Mijatović  (1997/1998)
- Malcolm Montgomery  (1997–1999)
- Oleg Małajew  (1998/1999)
- Wiaczesław Rosnowski / (1999–2002)
- Brian Lewin  (1999/2000)
- Nikołaj Tanasiejczuk  (1999/2000)
- Siergiej Tatarowicz  (2000/2001)
- Dragan Smiljanić  (2000/2001)
- Anthony Tolbert  (2000/2001)
- Aleksiej Olszewski  (2002–2007)
- Mindaugas Budzinauskas  (2004/2005)
- Joseph McNaull  (2004/2005)
- George Reese  (2004/2005)
- John Thomas  (2004/2005)
- Jerry Johnson  (2005/2006)
- Damien Kinloch  (2005/2006, 2015/2016)
- Dennis Stanton  (2005/2006)
- Jason Crowe  (2006)
- Whitney Robinson  (2006)
- Kristijan Ercegović  (2006/2007)
- Greg Harrington  (2006/2007)
- David Logan  (2006/2007)
- Patrick Okafor / (2006/2007, 2009/2010, 2011)
- Charles Bennett  (2007)
- Emmanuel Dies  (2007)
- Jeremy Hunt  (2007)
- Antonio Kellogg  (2007)
- Steve Thomas  (2007)
- Dušan Bocevski  (2007)
- Donald Copeland  (2007/2008)
- Hernol Hall  (2007/2008)
- Brian Lubeck  (2007/2008)
- Rinalds Sirsniņš  (2007)
- Chet Stachitas  (2007/2008)
- Tony Weeden  (2007/2008, 2009/2010, 2011/2012)
- Erick Barkley  (2008/2009)¹
- Nejc Glavas  (2008/2009)
- Michael Hicks  (2008/2009, 2010–2014, 2015–2017, 2018/2019, 2020)
- Eric Coleman  (2008/2009)
- Courtney Eldridge  (2008/2009, 2013/2014)
- Jermaine Griffin  (2008)
- Ed Scott  (2008/2009)
- Mujo Tuljković  (2008/2009, 2013)
- Mitar Trivunović  (2008/2009)
- Brody Angley  (2008/2009)
- Uros Mirković  (2009–2011, 2012/2013, 2015–2017)
- Michael Gruner  (2010)
- Kirk Archibeque  (2010/2011)
- Brian Gilmore  (2010–2012)
- Deonta Vaughn  (2010/2011)
- Ivan Koljević  (2011)
- Brandon Hazzard  (2011/2012)
- Jeremy Simmons  (2011/2012)
- Christian Polk  (2012)
- Martynas Andriuškevičius  (2012)
- Jawan Carter  (2012/2013)
- Ben McCauley  (2012/2013)
- Josh Miller  (2012)
- Linas Lekavičius  (2013)
- Nathan Healy  (2013)
- Nikola Jeftić  (2013/2014, 2017/2018)
- Kevin Johnson  (2013/2014, 2016)
- Ovidijus Varanauskas  (2013/2014)
- Rodney Blackmon  (2014)
- Evan Ravenel  (2014/2015)
- Tony Meier  (2014/2015)
- Anthony Miles  (2014/2015, 2016/2017)
- Jessie Sapp  (2014/2015)
- Kevin Bailey  (2015)
- J.T. Tiller  (2015)
- Justin Ward  (2015)
- Johnny Dee  (2015/2016)
- Martynas Paliukėnas  (2015–2017)
- Thomas Davis  (2016–2019)
- Martynas Sajus  (2016/2017)
- Andrija Bojić  (2017/2018)
- Ameen Tanksley  (2017/2018)
- Joe Thomasson  (2017/2018)
- Milan Milovanović  (2017/2018)
- Aleksandar Radukić  (2017/2018)
- Adam Kemp  (2018/2019)
- Tre Bussey  (2018/2019)
- Justin Bibbins  (2018/2019)
- Darnell Edge  (od 2019)
- Kamau Stokes  (od 2019)
- Carl Engström  (od 2019)
- Brett Prahl  (od 2019)
- Isaiah Wilkins  (od 2019)

¹ – zawodnicy z wcześniejszym doświadczeniem w NBA
Polacy
- Roman Olszewski
- Iwo Kitzinger
- Zbigniew Marculewicz
- Robert Skibniewski
- Kamil Chanas
- Tomasz Cielebąk
- Szymon Szewczyk

## Hala

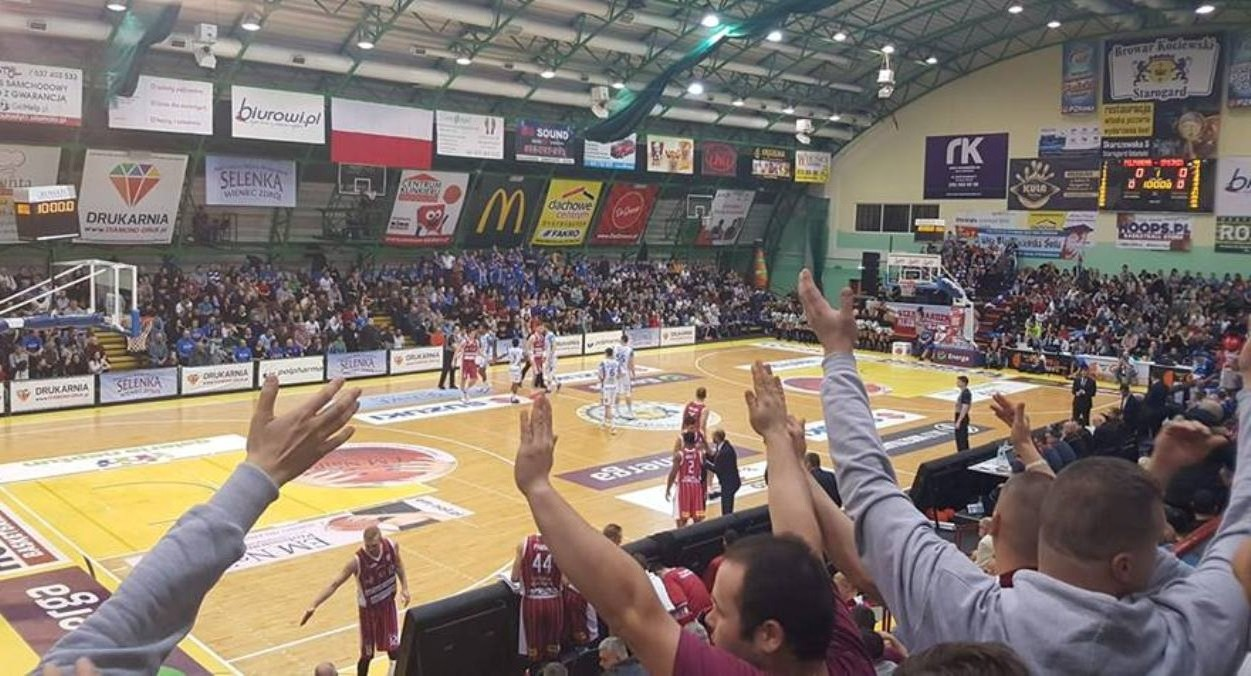
Hala Sportowa OSiR w Starogardzie Gdańskim, ul. Olimpijczyków Starogardzkich 1.
Dane techniczne hali:
- pojemność: 1850 miejsc siedzących
- wymiary konstrukcyjne 55 m x 38 m
- arena boiska 31,5 m x 54,5 m
- stałe trybuny o powierzchni 385 m² od strony zachodniej
- trybuny rozkładane z czterech stron
- cztery zespoły szatniowe (8 szatni)
- łączna powierzchnia użytkowa obiektu wynosi ok. 3258 m²
- siłownia

## Władze Klubu
- Prezes Zarządu: Jarosław Drewa
- Wiceprezes Zarządu:
- Prokurent:
- Kierownik drużyny: Rafał Ostrowski

## Skład historyczne

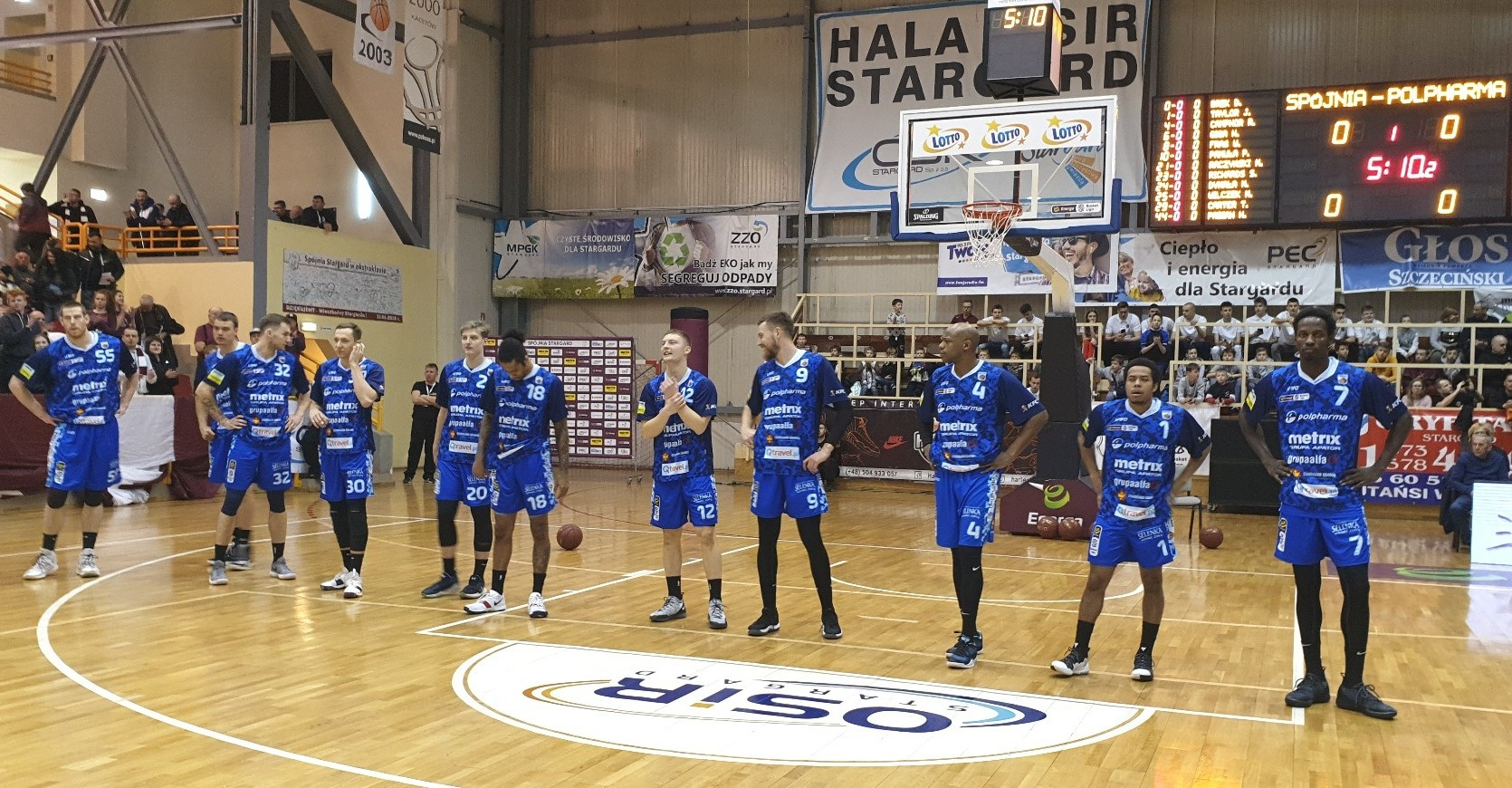
Polpharma Starogard Gdański (13.04.2019)

### Skład 2018/2019
Stan na 18 marca 2018, na podstawie.
| Nr | Poz. | Nar.              | Nazwisko i imię     | Data urodzenia | Wzrost | Masa ciała |
| -- | ---- | ----------------- | ------------------- | -------------- | ------ | ---------- |
| 6  | SG   | Polska            | Gołębiowski, Daniel | 1998-02-06     | 195 cm |            |
|    |      | Polska            | Struski, Filip      | 1994-06-23     | 200 cm |            |
|    |      | Polska            | Dzierżak, Paweł     | 1995-07-04     | 188 cm |            |
|    |      | Polska            | Młynarski, Kacper   | 1992-01-23     | 202 cm |            |
| 10 | SF   | Stany Zjednoczone | Davis, Thomas       | 1991-01-19     | 198 cm |            |

Trener:  Artur Gronek
 Asystenci: Jarosław Drewa

### Skład 2017/2018
Stan na 18 marca 2018.
| Nr | Poz. | Nar.              | Nazwisko i imię       | Data urodzenia | Wzrost | Masa ciała |
| -- | ---- | ----------------- | --------------------- | -------------- | ------ | ---------- |
| 6  | SG   | Polska            | Gołębiowski, Daniel   | 1998-02-06     | 195 cm |            |
| 7  | G    | Polska            | Brenk, Adam           | 1995-05-08     | 193 cm |            |
| 8  | SF   | Polska            | Dąbrowski, Piotr      | 1985-11-15     | 192 cm |            |
| 9  | PG   | Polska            | Flieger, Marcin       | 1984-03-07     | 185 cm |            |
| 10 | SF   | Stany Zjednoczone | Davis, Thomas         | 1991-01-19     | 198 cm |            |
| 21 | PF   | Polska            | Szymański, Przemysław | 1984-11-17     | 198 cm |            |
| 24 | C/F  | Serbia            | Jeftić, Nikola        | 1987-01-21     | 205 cm |            |
| 27 | C    | Polska            | Pruefer, Filip        | 1996-05-31     | 208 cm |            |
| 31 | C    | Serbia            | Milovanović, Milan    | 1991-09-07     | 206 cm |            |
| 32 | PG   | Stany Zjednoczone | Thomasson, Joe        | 1993-08-16     | 193 cm |            |
| 35 | G/F  | Polska            | Hanke, Kamil          | 1995-02-27     | 192 cm |            |
| 44 | PF   | Serbia            | Radukić, Aleksandar   | 1991-05-21     | 206 cm |            |
| 55 | PG   | Polska            | Schenk, Jakub         | 1994-07-29     | 183 cm |            |

Trener:  Milija Bogicević
 Asystenci: Jarosław Drewa
W trakcie sezonu odeszli: Szymon Rduch (9.11.2017), Maciej Poznański (3.12.2017), Ameen Tanksley (17.01.2018), Andrija Bojić (3.02.2018)

W trakcie sezonu przyszli: Aleksandar Radukić (17.01.2018), Nikola Jeftić (3.02.2018)

### Sezon 2015/2016
Stan na 10.12.2015
| Nr | Poz. | Nar.              | Nazwisko i imię  | Data urodzenia | Wzrost | Masa ciała |
| -- | ---- | ----------------- | ---------------- | -------------- | ------ | ---------- |
| 15 | PG   | Stany Zjednoczone | Dee, Johnny      | 1992-11-04     | 183 cm |            |
| 5  | PF   | Polska            | Diduszko, Łukasz | 1986-04-08     | 196 cm |            |
| 10 | PF   | Polska            | Długosz, Szymon  | 1992-04-22     | 202 cm |            |
| 9  | PG   | Polska            | Flieger, Marcin  | 1984-03-07     | 185 cm |            |
| 11 | PF   | Polska            | Grujić, Daniel   | 1990-09-18     | 201 cm |            |
| 4  | G/F  | Stany Zjednoczone | Hicks, Michael   | 1983-06-17     | 193 cm |            |
| 20 | C/F  | Stany Zjednoczone | Kinloch, Damien  | 1980-01-04     | 203 cm |            |
| 23 | PF   | Serbia            | Mirković, Uroš   | 1982-01-11     | 205 cm |            |
| 7  | G/F  | Polska            | Renkiel, Piotr   | 1987-10-16     | 186 cm |            |
| 8  | C    | Polska            | Szymański, Roman | 1991-04-09     | 209 cm |            |
| 6  | PG   | Stany Zjednoczone | Tiller, J.T.     | 1988-05-11     | 188 cm |            |
| 12 | C/F  | Polska            | Wojdyła, Tomasz  | 1977-06-17     | 201 cm |            |

Trener:  Mindaugas Budzinauskas
 Asystenci: Jarosław Drewa